# 건청궁 (경복궁)
건청궁(乾淸宮)은 경복궁 후원에 있는 궁궐이다. 1873년 조선왕조 역대 임금의 초상화인 어진(御眞) 등을 보관할 목적으로 지어졌다가 1895년 명성황후 시해 사건인 을미사변이 있기까지 고종과 명성황후의 거처로 사용되었다. 을미사변 이듬해인 1896년 고종이 러시아 공관으로 거처를 옮긴 후 일제는 1909년 건청궁을 철거하고 그 자리에 조선총독부 미술관을 지었는데, 이 미술관은 해방 후 한동안 국립현대미술관으로 사용되다가 1998년에 철거됐다. 2007년 10월 18일 일제가 철거한 건청궁이 복원돼 일반인에게 공개됐다. 건청궁 복원공사는 경복궁 복원·정비사업의 5단계 사업인 광화문 및 기타 권역 복원·정비계획의 일환으로 2004년 6월에 시작돼 3년 4개월 만에 완공됐다.
고종은 건청궁을 왕의 사비인 내탕금으로 건립했다. 고종이 흥선대원군을 벗어나 친정을 선언한 1873년에 지어졌다는 점 등으로 인해, 건청궁 창건은 정치적 자립 선언으로 풀이되기도 한다. 건청궁은 창덕궁 연경당 및 낙선재와 더불어 일반 사대부의 저택과 유사하게 안채와 사랑채로 구분된 건축 형식을 지니고 있으며, 왕의 거처인 장안당과 왕비의 거처인 곤녕합, 그리고 부속 건물인 복수당 등이 배치돼 있다. 뜰에는 고종이 즐겨 먹었다고 해서 이름이 붙은 '고종시' 감나무가 경상남도 산청군의 기증으로 식재되어 있다.
2007년 복원 이후 목재가 썩는 등의 현상이 보였고, 조사 결과 지붕이 잘못지어져 누수되는 것으로 알려져 부실 복원 논란이 일었다.

## 장안당
장안당(長安堂)은 고종황제의 침전이다. 사랑채의 개념으로 지어졌다. '오랫동안 평안하다'는 뜻의 장안당은 27칸, 측면 3칸, 7량의 건물이다. 장안당에는 북행각과 동행각이 딸려 있는데 북행각은 1887년 미국의 에디슨전기회사가 발전기를 설치해 한국 최초로 전깃불을 밝힌 곳으로 유명하다. 을미사변 당시, 고종은 이 곳에 감금된 상태였다고 전해진다.

## 곤녕합

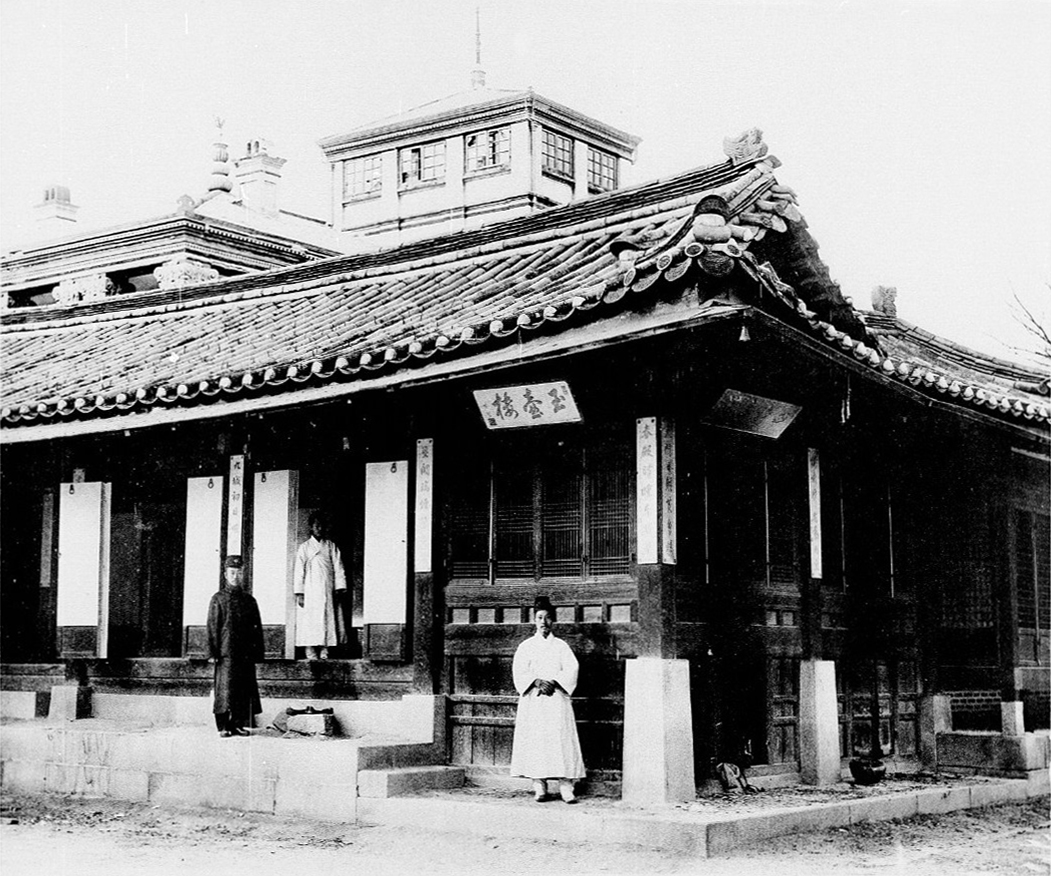
곤녕합 옥호루 (1900년)

곤녕합(坤寧閤)은 명성황후의 침전으로 민가의 안채에 해당된다. 곤녕합 내부에는 문화재청이 의뢰해 무형문화재 장인들이 궁중유물기준에 따라 복원한 자개침대 등 궁중생활용품 300여점이 전시되어 있다. 장안당과는 복도각을 통해 연결되어 있다. 곤녕(坤寧)은 '땅이 편안하다'는 뜻으로 왕비의 덕성을 표현하는 것으로 자금성의 곤녕궁에서 이름을 따온 것으로 추정된다. 곤녕합의 남쪽 누각인 옥호루(玉壺樓)는 명성황후가 시해되었던 장소로 알려져 있다, 옥호루의 명칭은 옥호루(玉壺樓)가 아닌 옥곤루(玉壼樓)라는 주장도 있다.
| 壺    | 壼          |
| 병 호 | 대궐안길 곤 |

## 복수당
복수당(福綏堂)은 별채에 해당되는 건물이다. 궁인들의 거소로 추정된다.

## 관문각
관문각(觀文閣)은 고종의 서재로, 원래 전통적인 목조건물 관문당이었다. 그러다 1891년에 러시아 건축가 아파나시 세레딘사바틴의 설계로 개축되었다. 경복궁 안의 유일한 서양식 건물로, 2층 규모인 것으로 알려졌다. 관문각은 양관이라 불리며 주로 외국인을 접견하기 위한 장소로 쓰였다. 다만 공사 과정에서 관리들의 비리와 부실 공사가 도마에 오르기도 했다. 결국 부실공사로 1901년 헐리게 되면서 그 존재 자체에 대해 알려지지 않아 경복궁 복원 계획에서 제외되었고, 이후 건청궁 복원 사업이 진행될 때도 복원되지 못하고 현재 터만 복원되었다. 1992년 1월 관문각의 존재가 사진첩 등을 통해 확인되었다.

## 향원정

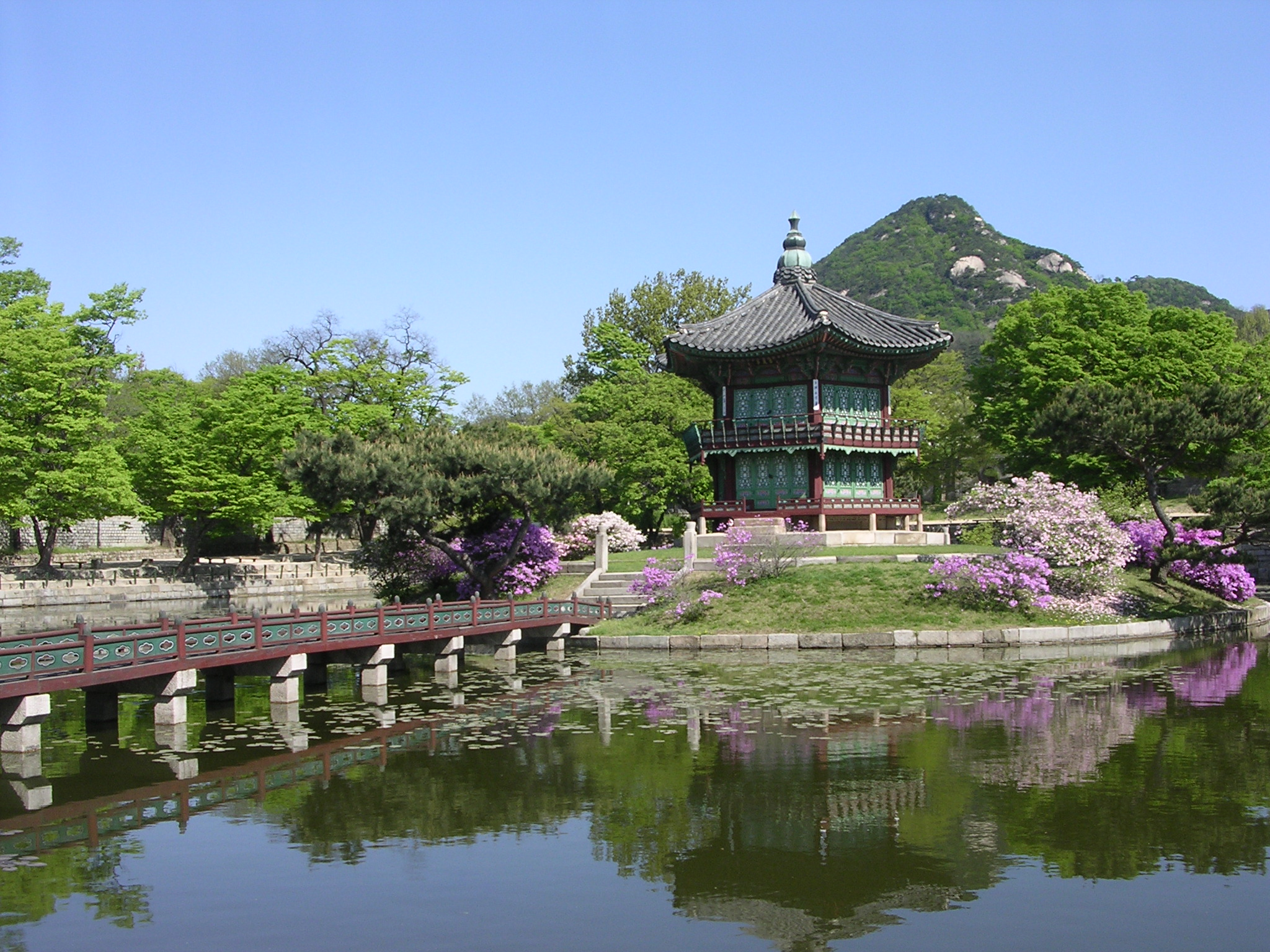
향원정

향원정(香遠亭)은 경복궁 후원에 있는 누각이다. 2층 규모의 익공식(翼工式) 기와지붕. 누각의 평면은 정육각형이며, 장대석(長臺石)으로 단을 모으고, 짧은 육모의 돌기둥을 세웠다. 1층과 2층을 한 나무의 기둥으로 세웠으며, 기둥과 기둥 사이에는 4분합(四分閤)을 놓았다. 특히 연못을 가로질러 놓인 다리는 향원정의 아름다움을 더해 준다. 1867∼1873년에 세운 것으로 추정된다. 고종이 건청궁을 지을 때 옛 후원인 서현정 일대를 새롭게 조성하였는데 연못 한가운데 인공의 섬을 만들고 그 위에 육각형 정자를 지어서 ‘향기가 멀리 퍼져나간다’는 향원정(香遠亭)이라 불렀다. 향원지를 건너는 다리는 “향기에 취한다”는 뜻의 취향교(醉香橋)이다.
취향교는 조선시대 연못에 놓인 목교로는 가장 긴 다리이다. 지금은 남쪽에서 나무다리를 건너서 섬에 가게 되어 있지만, 원래는 취향교가 북쪽에 있어 건궁처쪽에서 건널 수 있었다. 이 다리를 남쪽에 다시 지은 것은 1953년이다. 향원지의 근원은 지하수와 열상진원샘이며, 이 물은 경회루의 연지로 흘러 가도록 되어 있다.

## 집옥재
집옥재(集玉齋)는 고종이 개인 서재 겸 전용 도서실로 사용하던 건물이다. 신무문의 동쪽에 있으며 정면 5칸, 측면 4칸 규모로 처마 서까래 위에 덧서까래를 달아 꾸민 겹처마에 건물의 측면 좌우 끝에 박공을 달아 벽면 상부가 삼각형으로 된 맞배집으로 도리가 7개로 된 지붕틀을 쓴 칠량 구조다. 경복궁의 다른 전각들과 달리 중국식 양식으로 지어졌다.

## 같이 보기
- 경복궁
- 명성황후
- 을미사변